# Kaplica Najświętszej Marii Panny w Bytomiu
Kaplica Najświętszej Marii Panny w Bytomiu – kaplica kubaturowa znajdująca się w Bytomiu-Suchej Górze, przy ul. Niepodległości, wpisana do Gminnej Ewidencji Zabytków Bytomia.
Jest to ceglana kaplica wolnostojąca, orientowana. Na kalenicy dachu usadowiona jest niewielkich rozmiarów drewniana sygnaturka. Budowla jest jednonawowa okryta sklepieniem krzyżowym, bezżebrowym. Dominującym stylem jest neogotyk. 

## Historia
Istnieją dwie wersje określające sposób jej powstania. Jedna z nich głosi, iż kaplicę w 1868 roku wybudował żyd Jakubowicz. Według drugiej wersji budynek wybudował mistrz Hoffmann z datków mieszkańców ku czci Matki Boskiej Różańcowej. 
W roku 1950 postanowiono zmienić jej funkcję i została przekształcona na salkę katechetyczną do czasu wybudowania nowego kościoła na Suchej Górze. 

## Wyposażenie

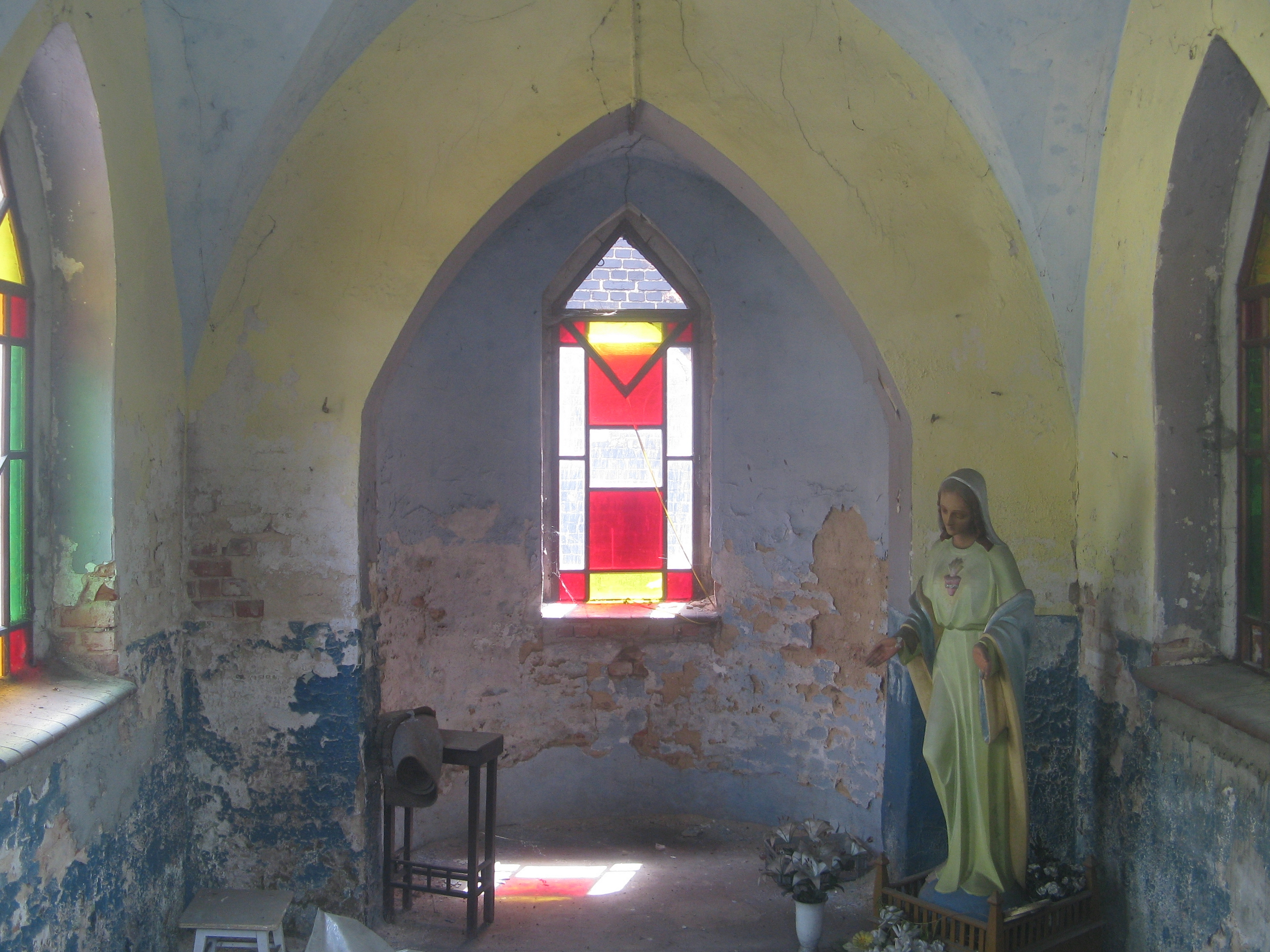
Wnętrze kaplicy w 2018 roku

W kaplicy znajdował się neogotycki ołtarz z obrazem Matki Boskiej Różańcowej z 1841 roku autorstwa krakowskiego malarza Michała Rogowskiego oraz figury Najświętszego Serca Pana Jezusa i Marii. Na sklepieniu znajdowało się malowidło przedstawiające Jezusa, Dobrego Pasterza.